# Метрологічна експертиза
Метрологічна експертиза технічної документації — аналіз та оцінювання технічних рішень в частині забезпечення єдності вимірювань. Ці рішення стосуються вимірюваних параметрів, встановлення вимог щодо точності вимірювань, вибору методів і засобів вимірювань, їх метрологічного обслуговування.
Основна мета метрологічної експертизи - досягнення ефективності метрологічного забезпечення, виконання загальних і конкретних вимог щодо забезпечення єдності вимірювань найбільш раціональними методами та засобами. Конкретні цілі метрологічної експертизи залежать від призначення та змісту технічної документації. 
Під час метрологічної експертизи виявляють помилкові або недостатньо обгрунтовані рішення, розробляють рекомендації з конкретних питань забезпечення єдності вимірювань.
Метрологічну експертизу не проводять, якщо в процесі розроблення технічної документації її метрологічна проробка була проведена фахівцями-метрологами.

## Основні задачі метрологічної експертизи технічної документації
Основними задачами метрологічної експертизи технічної документації є:
- ідентифікація об'єкта вимірювання та його параметрів, що підлягають вимірюванню;
- визначення оптимальної точності вимірювання;
- раціональний вибір засобів і методик вимірювання.